# Rivière à la Hache
Rivière à la Hache är ett vattendrag i Kanada.   Det ligger i provinsen Québec, i den östra delen av landet, 500 km nordost om huvudstaden Ottawa. Rivière à la Hache ligger vid sjön Premier lac Jeannot.
I omgivningarna runt Rivière à la Hache växer i huvudsak blandskog. Trakten runt Rivière à la Hache är nära nog obefolkad, med mindre än två invånare per kvadratkilometer.